# Commissie-Generaal voor Nederlands-Indië

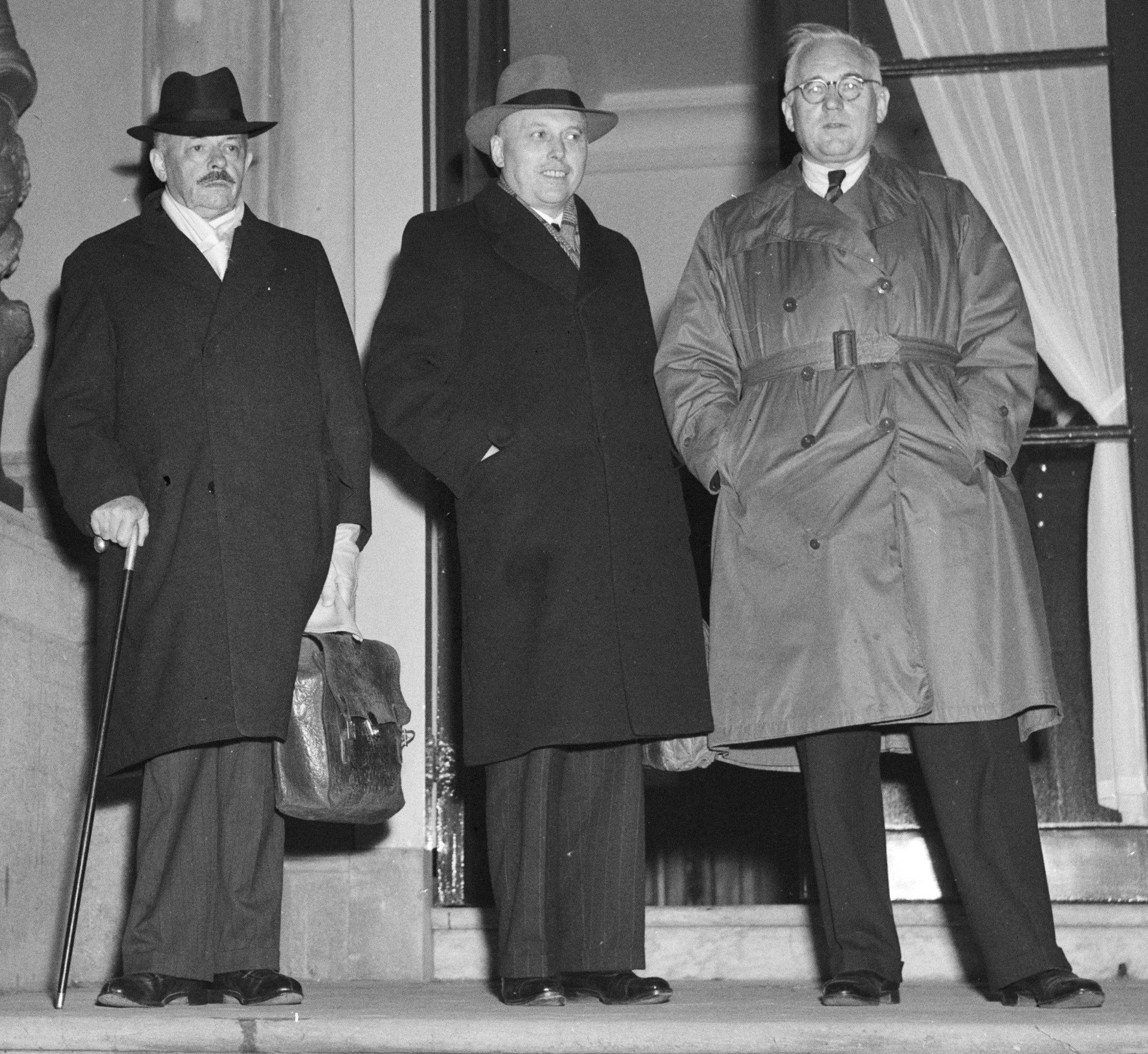
Commissie-Generaal bij de Koningin. V.l.n.r.: Van Poll, Schermerhorn, De Boer.

De Commissie-Generaal voor Nederlands-Indië vormde namens de Nederlandse regering, samen met de Nederlandse koloniaal bestuurder luitenant-Gouverneur-Generaal Huib van Mook, een onderhandelingscommissie om de onafhankelijkheid van Indonesië vorm te geven. Het resultaat was het akkoord van Linggadjati. De commissie werd in september 1946 opgericht en bestond tot 15 november 1947. De leden waren Wim Schermerhorn, Feike de Boer en Max van Poll. 
Na het uitblijven van resultaat bij de Hoge Veluwe-conferentie in april 1946 waren onderhandelingen in Indonesië voorgesteld. De Hoge Veluwe-conferentie had bestaan uit onderhandelingen tussen de Nederlandse en Indonesische ministers en delegatieleden omtrent de onafhankelijkheid van Indonesië.
De onderhandelingen in Linggadjati vonden plaats van september 1946 tot 15 november 1946. De delegaties werden bijgestaan door de Britse diplomaat Miles Lampson (Lord Killearn), die als bemiddelaar optrad. Op 15 november 1946 werd het akkoord van Linggadjati overeengekomen. Eerder was al een wapenstilstand gesloten. Het akkoord van Linggadjati behelsde soevereiniteit van de Republiek Indonesië binnen de "Verenigde Staten van Indonesië" in een gelijkwaardige unie met Nederland, weliswaar met de Nederlandse koning(in) aan het hoofd. Dit akkoord werd door de Tweede Kamer van Nederland in maart 1947 ondertekend na "aankleding". De Republiek Indonesië erkende het al overeengekomen akkoord, maar de "aankleding" niet.
In verband met een vermeend niet nakomen van het akkoord begon de Nederlandse staat op 21 juli 1947 haar eerste uitgebreide militaire ingrijpen gedurende de onafhankelijkheidsstrijd van Indonesië, de eerste politionele actie. Na een resolutie in de Veiligheidsraad staakte Nederland dit offensief.
Op 15 november 1947 werd de Commissie-Generaal opgeheven, met eervol ontslag van Schermerhorn en Van Poll. De Boer had de commissie al eerder verlaten.